# 张琳 (辽朝)
张琳（？—1122年），辽朝沈州（今辽宁省沈阳市）人，辽天祚帝时南府宰相。
寿昌末年，为秘书中允。天祚帝即位，累迁南府宰相。天庆五年（1115年），辽为金所败，奉旨自汉人富民中募兵统军十万抵御金兵。汉人掌兵在辽史上颇罕见。受诏于中京、上京、长春、辽西四路计户出军，生产停废，百姓愁苦。四路军兵，集而复遁。致百姓生业荡然。张琳在涞流河大败。天庆六年（1116年），募辽东流民“转户军”二万人至沈州镇压东京（今辽宁省辽阳市）高永昌起义。失于戒备，被金军所败，逃入沈州城，城破，缒城西逃。贬为平州（今河北省卢龙县）辽兴军节度使。保大二年（1122年），金兵破辽中京（今内蒙古宁城县西大明城），天祚帝仓皇出逃云中（今山西省大同市），留其与李处温等佐魏国王耶律淳守南京（今北京市），李处温等拥立耶律淳为帝，张琳不得已而勉强从之，为守太师。然不为重用，不久病故。